# RoboCop (2014)
RoboCop ist ein US-amerikanischer Science-Fiction-Actionfilm aus dem Jahr 2014, bei dem José Padilha Regie führte. In der Neuverfilmung des gleichnamigen Films aus dem Jahr 1987 übernahm Joel Kinnaman die titelgebende Hauptrolle.

## Handlung
Der multinationale Megakonzern OmniCorp besitzt im Jahr 2028 eine globale Vormachtstellung auf dem Markt für Robotertechnologie, speziell auf dem militärischen Sektor. Mit dem Verkauf seiner weltweit eingesetzten Drohnen erwirtschaftet der Konzern gigantische Gewinne, doch im amerikanischen Inland selbst dürfen Roboter nicht für bewaffnete Sicherheits- oder Aggressionszwecke verwendet werden, was durch ein von Senator Dreyfus verfasstes Allgemeingesetz öffentlich zementiert wird. Der OmniCorp-Vorsitzende Raymond Sellars will dieses Gesetz umgehen, indem er einen Cyborg, eine Verbindung von Mensch und Maschine, für den Innenmarkt anbieten will. Zu diesem Zweck zieht er Dr. Dennett Norton, einen Spezialisten für kybernetische Prothesen, für das Projekt heran.
Zur selben Zeit versucht der idealistische Polizist Alex Murphy, die ausufernde Kriminalität in seiner Heimatstadt Detroit zu bekämpfen. Bei einem Einsatz gegen einen Waffenhändler namens Vallon kommt jedoch heraus, dass es korrupte Beamte im Detroiter Police Department gibt: Vallon verkauft Waffen, die aus der Asservatenkammer des Präsidiums entwendet wurden, und als Murphy und sein Partner Lewis bei einem Undercovereinsatz versuchen, Vallon zu verhaften, wird dieser gewarnt und kann entkommen, während Lewis schwer verletzt wird. Da Murphy trotz dieser Rückschläge und des Rats seiner Vorgesetzten, Captain Dean, nicht locker lässt, beschließen Vallon und die korrupten Polizisten, ihn durch einen Sprengsatz zu beseitigen. Murphy überlebt den Anschlag nur knapp, wird aber so kritisch verletzt, dass nur eine vollständige kybernetische Umwandlung ihn retten könnte. Trotz vieler Zweifel entschließt sich Murphys Frau Clara, den notwendigen Operationsprozess zu befürworten, und Murphy wird von OmniCorp als Prototyp für ihr Programm herangezogen.
Drei Monate später erwacht Murphy aus der Narkose und findet sich in der metallischen Hülle eines Cyborgs wieder. Nach einer ersten spontanen Panikreaktion kann er sich allmählich mit seiner gegenwärtigen Situation halbwegs abfinden, und er wird daraufhin für Kampfeinsätze getestet. Da er dem OmniCorp-Vorstand jedoch immer noch zu emotional reagiert und in ihren Augen daher „ineffizient“ erscheint, fordert Sellars trotz Nortons Protesten, Murphys emotionale Kapazitäten und damit seine Menschlichkeit zu unterdrücken. Schließlich kehrt Murphy wieder nach Detroit und zu seiner Familie zurück, doch als er im örtlichen Polizeihauptquartier für seinen ersten Auftritt in der Öffentlichkeit vorbereitet wird – was unter anderem das Herunterladen von wichtigen Polizeidaten und die Übersicht über das städtische Kamera-Überwachungssystem einschließt –, erleidet Murphy bei der Durchsicht der Videodaten vom Anschlag auf sein eigenes Leben einen Nervenzusammenbruch, und Dr. Norton wird vom OmniCorp-Vorstand gezwungen, seine Emotionen vollständig abzuschalten, um das Presseimage der Firma nicht zu gefährden. Außerdem wird Mattox, ein zynischer OmniCorp-Waffenausbilder, hinzugezogen, um Murphy per Fernbedienung auszuschalten, sollte er nach Sellars’ Ansicht je außer Kontrolle geraten.
Durch den Eingriff in seine Persönlichkeit verhält sich Murphy mehr wie eine Maschine als ein Mensch und erledigt vollkommen emotionslos seine Arbeit als Polizist, doch seiner Familie und dem wieder genesenen Lewis fällt sein verändertes Verhalten schnell auf. Um unangenehme Fragen und damit schlechte Presse zu vermeiden, beschließt Sellars, Murphy von seiner Familie zu isolieren, doch Clara gibt nicht auf und schafft es schließlich, ihrem Mann auf dem Weg zu einem Einsatz zu begegnen und ihm zu erklären, dass ihr Sohn David durch das Fehlen seines Vaters immensem emotionalem Druck ausgesetzt wird. Durch ihre Beschwörungen erwacht Murphys menschliche Seite wieder, und er beginnt auf eigene Faust Nachforschungen über seinen eigenen Fall anzustellen. Es gelingt ihm, Vallon und seine Organisation auszuschalten und Captain Dean als den Kopf der korrupten Polizisten im Department zu überführen, doch mitten im Versuch, sie zu einem Geständnis zu bewegen, wird er von Mattox abgeschaltet.
Durch den Erfolg des RoboCop-Projekts steht das Dreyfus-Gesetz im Angesicht der umgeschwungenen öffentlichen Meinung kurz vor dem Kippen. Da Murphy durch seine wiedererweckte Menschlichkeit zum Risikofaktor für das prospektive Milliardengeschäft geworden ist, und weil er durch dessen Darstellung als tragischem Helden noch mehr die öffentliche Meinung zu Gunsten von OmniCorp manipulieren will, befiehlt Sellars die Eliminierung Murphys und versucht mit geschickten Lügen und großen Versprechungen, sich das Schweigen von Clara und Norton zu erkaufen. Norton geht jedoch nur zum Schein darauf ein, kehrt ins Labor zurück und reaktiviert Murphy, gerade als OmniCorp-Sicherheitsleute ihn ausschalten sollen. Murphy macht sich daraufhin an die Verfolgung von Sellars, während Norton seinerseits Officer Lewis von der Sache unterrichtet. Murphy dringt in das OmniCorp-Gebäude ein und kämpft sich mit Lewis’ Hilfe durch die Sicherheitsdroiden der Firma und Mattox, während Sellars seine Flucht per Helikopter vorbereitet. Als er von Murphys Ankunft erfährt, lässt er Clara und David, die das Gebäude nach ihrer gemeinsamen Unterredung noch nicht verlassen konnten, zu sich bringen, um sie im Notfall als Druckmittel benutzen zu können.
Bevor Sellars jedoch entkommen kann, erscheint Murphy auf der Landeplattform und versucht, ihn zu verhaften, doch ein Sicherheitssender an Sellars’ Handgelenk macht es ihm unmöglich, seine Waffe gegen den Firmenvorsitzenden zu richten. Selbstsicher kostet Sellars seinen Schutz aus, indem er seine Waffe auf Clara und David richtet, doch dadurch erweckt er Murphys Wut, der daraufhin die einprogrammierte Sperrung überwindet und Sellars erschießt, bevor er entkräftet zusammenbricht. Im Zuge dieser Ereignisse und der Aussagen von Dr. Norton wird das Dreyfus-Gesetz nicht abgesetzt und damit eine Massenproduktion des RoboCop-Programms im eigenen Land unterbunden. Murphy, von Norton wieder auf volle Funktionsfähigkeit gebracht, wird wieder mit seiner Familie vereint, bevor er als einziger Cyborgpolizist seine Pflicht im Dienst der Stadt weiter ausführt.

## Produktion
Der Regisseur Darren Aronofsky wurde 2008 von MGM und Phoenix Pictures beauftragt, einen neuen RoboCop-Film zu drehen, der als Startpunkt einer weiteren Filmreihe dienen soll. Am 5. Januar 2010 berichtete die Website „Moviehole“, dass das für 2011 geplante Remake vorerst gestoppt wurde. Nach dem immensen Erfolg von James Camerons Film Avatar – Aufbruch nach Pandora, entschied man sich bei MGM dafür, den neuen RoboCop-Film in 3D zu drehen. Auf Grund der finanziellen Situation von MGM und Meinungsverschiedenheiten zwischen Studio und Aronofsky lag das Projekt zunächst auf Eis.
Am 18. Februar 2011 gab MGM bekannt, dass man immer noch Pläne für ein RoboCop-Remake habe. Am 2. März 2011 wurde bekanntgegeben, dass statt Darren Aronofsky der brasilianische Regisseur José Padilha beteiligt werde, der mit dem Film Tropa de Elite bekannt geworden war.
Im Jahr 2012 gab MGM bekannt, dass das Drehbuch von dem Drehbuchautor Nick Schenk (Gran Torino) geschrieben wird. Die Hauptrolle übernahm der schwedische Schauspieler Joel Kinnaman. Gary Oldman wurde für die Rolle des Wissenschaftlers und RoboCop-Schöpfers Dr. Norton verpflichtet. Samuel L. Jackson verkörpert den mächtigen TV-Mogul Pat Novak. Die Rolle des Raymond Sellars übernahm der Schauspieler Michael Keaton. 
Der Film lief am 12. Februar 2014 in den US-amerikanischen Kinos an.
José Padilha äußerte sich während des Drehs mehrfach unzufrieden über die Zusammenarbeit mit den Produzenten, da zahlreiche der von ihm inszenierten Szenen abgelehnt wurden.

## Marketing
Erste Bilder vom Set und vom Fahrzeug erschienen am 16. September 2012 im Internet. Ein erstes Teaser-Foto folgte einen Tag später. Die ersten Bilder vom Motorrad von RoboCop erschienen am 14. Oktober 2012. Am 9. Oktober 2012 wurden weitere Set-Fotos im Internet veröffentlicht. Ein Video mit Joel Kinnaman auf seinem Motorrad wurde am 22. Oktober 2012 auf YouTube veröffentlicht.

## Veröffentlichung
Am 9. März 2012 wurde bekannt, dass MGM das Remake ab dem 9. August 2013 in die amerikanischen Kinos bringen wollte, doch der Termin wurde im Oktober 2012 auf den Februar 2014 festgelegt. In Deutschland startete der Film am 6. Februar 2014 in den Kinos.

## Kritik
Die Meinungen der Kritiker fielen gemischt aus. So erreicht der Film bei Metacritic nur eine Durchschnittswertung von 52 % („mixed or average reviews“), basierend auf 41 Kritiken. Bei Rotten Tomatoes lag die Durchschnittsbewertung bei 48 %, basierend auf 221 Kritiken.
Der Filmdienst sah ein „oberflächliches Remake des gleichnamigen Science-Fiction-Klassikers von Paul Verhoeven, das die Ambivalenz des Originals zugunsten einer reinen Materialschlacht aufgibt und auch schauspielerisch enttäuscht.“ Positiv rezensiert wurde der Film unter anderem von Filmstarts, die Padilhas Remake eine „facettenreiche und unterhaltsame Neuinterpretation des Stoffes“ nannten. Variety hob lobend die kritischen Verweise auf die aktuelle amerikanische Politik hervor. Auch Sascha Westphal von epd Film rezensierte den Film sehr positiv und lobte, dass Padilha bei aller Action den „Fokus auf die menschliche Seite, auf Murphys Trauer, auf die Hoffnungen und Enttäuschungen seiner Frau Clara (...) und auf Dr. Nortons Zerrissenheit“ verschiebe. Kritischer sah der Rezensent des Hollywood Reporter den Film, der nicht annähernd so „doppeldeutig“ wie das Original sei.